# Dom przy Rynku 12 w Radomiu
Dom przy Rynku 12 w Radomiu – zabytkowy dom z XIX wieku przy Rynku w Radomiu.
Budynek położony jest w południowej pierzei Rynku pod numerem 12 obok Kolegium Pijarów. Zbudowany został w latach 1823–1824 w stylu klasycystycznym. Budynek posiada także zabytkową oficynę i budynek gospodarczy położone od strony ul. Wałowej. Obiekt wpisany jest do rejestru zabytków Narodowego Instytutu Dziedzictwa pod numerami 759 z 5.05.1972 oraz 228/A/83 z 6.09.1983.  W materiałach budynek jest określany zarówno jako „dom”, jak i „kamienica”.
W 2019 rozpoczął się generalny remont budynku i oficyny, połączony z remontem kamienicy przy ul. Wałowej 22 o łącznym koszcie 4,5 mln zł.